# Heinz Nattkämper
Heinz Nattkämper (* 3. Juli 1927 in Gelsenkirchen-Buer; † 1. Juni 2008 in Gladbeck) war ein deutscher Schriftsteller und Kabarettist. Als Kolumnist und Vortragender war auch bekannt als NAT aus GLAD.

## Leben
Geboren und aufgewachsen in Gelsenkirchen-Buer, studierte Nattkämper nach dem Abitur in Bonn und Köln Germanistik und Geschichte und schloss sein Studium mit einem Doktor phil. ab. Später studierte er an der Deutschen Sporthochschule Köln, die er als Diplom-Sportlehrer abschloss. Nattkämper war als Hochschullehrer für Sportphilosophie und Sportpädagogik in Bonn und Regensburg tätig, bevor er zum Kabarett wechselte.
Nattkämper war als freier Journalist für Tageszeitungen tätig, außerdem schrieb er Bücher über das Ruhrgebiet. Als Kabarettist und Bänkelsänger prangerte er Missstände an, was ihm nicht nur Freunde einbrachte. Er war Mitglied im Verband Deutscher Schriftsteller.
Nattkämper lebte in Gladbeck, wo er nach langer Krankheit verstarb.

## Auszeichnungen
- 1991: Alfred-Müller-Felsenburg-Preis für aufrechte Literatur

## Werke
- Is wat? Humor und Spott im Kohlenpott. Vulkan, Essen 1981, ISBN 3-8027-6138-3.
- Meine Heimat Ruhrgebiet. Univers, Bielefeld 1982.
- Oleander Fuselbeck. Blumige Geschichten aus dem Kohlenpott. Zwingmann, Gelsenkirchen 1985, ISBN 3-922863-04-3.
- Im Keller ist es duster. Jahn & Ernst, Hamburg 1988, ISBN 3-925242-55-4.
- Kaputte Jahre. Geschichte einer Schlappe. Jahn & Ernst, Hamburg 1989, ISBN 3-89407-008-0.